# 曼努埃爾·拉扎里
曼努埃爾·拉扎里（義大利語：Manuel Lazzari；1993年11月29日—），意大利足球運動員，現效力意甲球會拉齐奥，司職右中場。

## 俱樂部生涯
2013年，拉扎里從意丁球隊加盟那時還在徵戰意丙聯賽的史帕爾。2015-17年，拉扎里與斯帕爾升至意甲聯賽。
2018-19賽季，拉扎里代表斯帕爾在意甲聯賽中出場33次，全部首發，貢獻8次助攻，並幫助球隊成功保級。
2019年7月12日，意甲拉齐奥官方宣佈拉扎里加盟。拉齊奧付出了1500萬歐元外加附加獎金以及亞歷山德羅·穆爾吉亞的所有權。

## 國家隊生涯
2018年9月，在歐國聯意大利0-1不敵葡萄牙的比賽中，拉扎里上演國家隊首秀。

## 外部連結
- worldfootball.net：曼努埃爾·拉扎里之統計數據 （英文）
- Profile at LegaSerieA.it （页面存档备份，存于） （義大利語）
- Profile at FIGC.it （页面存档备份，存于） （義大利語）